# 不可分割性
不可分割性（英語：Inseparability）或稱不可分離性，是一種用於市场营销，描述與財貨不同的關鍵服務品質。它是一項服務所具有的特性，使服務的供應或生產無法與其消費分離。而服務的其他關鍵特徵包括無形性、易逝性和易變性。